# Västra Gåbdejaure
Västra Gåbdejaure är en sjö i Arvidsjaurs kommun i Lappland och ingår i Piteälvens huvudavrinningsområde. Sjön har en area på 0,78 kvadratkilometer och ligger 315,9 meter över havet. Västra Gåbdejaure ligger i Piteälven Natura 2000-område. Sjön avvattnas av vattendraget Abborrbäcken.

## Delavrinningsområde
Västra Gåbdejaure ingår i det delavrinningsområde (730674-168241) som SMHI kallar för Utloppet av Västra Gåbdejaure. Medelhöjden är 340 meter över havet och ytan är 3,76 kvadratkilometer. Räknas de 2 avrinningsområdena uppströms in blir den ackumulerade arean 17,83 kvadratkilometer. Abborrbäcken som avvattnar avrinningsområdet har biflödesordning 3, vilket innebär att vattnet flödar genom totalt 3 vattendrag innan det når havet efter 132 kilometer. Avrinningsområdet består mestadels av skog (75 procent). Avrinningsområdet har 0,78 kvadratkilometer vattenytor vilket ger det en sjöprocent på 20,8 procent.